# Спеціалізована антикорупційна прокуратура
Спеціалізо́вана антикорупці́йна прокурату́ра (скорочено САП). Спершу самостійний, а згодом державний орган прокуратури в Україні, на який покладено наступні обовʼязки:
1. нагляд за додержанням законів під час оперативно-розшукової діяльності досудового розслідування з боку НАБУ;
2. підтримка державного обвинувачення у відповідних провадженнях;
3. представництво інтересів громадянина або держави в суді у випадках, передбачених цим Законом, і пов'язаних із корупцією, представництво у межах компетенції інтересів держави у справах про визнання необґрунтованими активів та їх стягнення в дохід держави.

З процесом створення САП були пов'язані перспективи візової лібералізації між Україною і ЄС.

## Статус
САП є самостійною ланкою системи прокуратури України, це юридична особа публічного права, що має відокремлене майно у державній власності, рахунки, печатку. Утворення САП, визначення її структури і штату здійснює Генпрокурор України за погодженням з Директором НАБУ.
Призначення на адміністративні посади в САП здійснює Генеральний прокурор за результатами відкритого конкурсу. Призначення прокурорів САП здійснює її керівник за результатами відкритого конкурсу.
Спеціалізована антикорупційна прокуратура розташовується в службових приміщеннях, які розташовані окремо від інших службових приміщень прокуратури.
До загальної структури Спеціалізованої антикорупційної прокуратури входять центральний апарат і територіальні філії, які розташовані в тих самих містах, в яких розташовані територіальні управління НАБУ.
Керівник САП підпорядкований безпосередньо Генеральному прокуророві України. Він є його заступником за посадою. У САП, крім керівника, є посади першого заступника керівника, заступника керівника, керівника підрозділу, заступника керівника підрозділу.
На службу до Спеціалізованої антикорупційної прокуратури не можуть бути взяті особи, які протягом п'яти років (2011—2015) працювали в антикорупційних підрозділах правоохоронних органів.

## Утворення
Наказом Генерального прокурора України Віктора Шокіна від 22 вересня 2015 року в структурі Генеральної прокуратури України утворено Спеціалізовану антикорупційну прокуратуру.
Визначено внутрішню структуру Спеціалізованої антикорупційної прокуратури:
- управління процесуального керівництва, підтримання державного обвинувачення та представництва в суді
- відділ аналітично-статистичного забезпечення
- відділ документального забезпечення[5].

За законом, призначення на адміністративні посади в Спеціалізовану антикорупційну прокуратуру здійснює Генеральний прокурор за результатами відкритого конкурсу. Організацію та проведення конкурсу здійснює конкурсна комісія, до складу якої входять чотири особи, визначені Радою прокурорів України та сім осіб, визначених Верховною Радою України.
| №  | ПІБ                                         | Рід занять                                                                              | Квота |
| -- | ------------------------------------------- | --------------------------------------------------------------------------------------- | ----- |
| 1  | Мері Батлер                                 | американський прокурор                                                                  | ВРУ   |
| 2  | Шишкін Віктор Іванович                      | колишній народний депутат, суддя Конституційного Суду, 1-й генеральний прокурор України | ВРУ   |
| 3  | Шабунін Віталій Вікторович секретар комісії | антикорупційний активіст                                                                | ВРУ   |
| 4  | Філенко Володимир Пилипович                 | колишній народний депутат                                                               | ВРУ   |
| 5  | Нищук Євген Миколайович                     | актор, народний артист України, колишній міністр культури                               | ВРУ   |
| 6  | Горбач Володимир Анатолійович               | політичний аналітик                                                                     | ВРУ   |
| 7  | Левченко Катерина Борисівна голова комісії  | колишній народний депутат, правозахисник                                                | ВРУ   |
| 8  | Севрук Юрій Григорович                      | перший заступник Генерального прокурора                                                 | ГПУ   |
| 9  | Грищенко Юрій Олександрович                 | начальник Головного слідчого управління                                                 | ГПУ   |
| 10 | Балита Роман Іванович *                     | перший заступник начальника управління нагляду у кримінальних провадженнях ГПУ          | ГПУ   |
| 10 | Зісельс Йосиф Самуїлович                    | виконавчий віце-президент Конгресу національних громад України                          | ГПУ   |
| 11 | Садовий Микола Володимирович *              | заступник начальника відділу по роботі з кадрами ГПУ                                    | ГПУ   |
| 11 | Ткаліч Тарас Анатолійович                   | голова громадської організації «Всеукраїнська спілка ветеранів АТО»                     | ГПУ   |

* — Замінені 6 листопада 2015 року.
Перше засідання комісія провела 22.09.2015 року.
Конкурс з добору кандидатів на посади керівників Спеціалізованої антикорупційної прокуратури розпочато 7 жовтня.
Добір проходив у чотири етапи:
1. Тестування на знання законодавства (професійний тест);
2. Тестування на загальні здібності;
3. Тестування особистісних характеристик;
4. Співбесіда[14].

До конкурсу допущено 282 кандидати, з яких 232 — нинішні або колишні співробітники прокуратури. Після тестів до співбесіди добрано 128 претендентів, з яких на посаду антикорупційного прокурора претендують 24 особи.
27 листопада комісія добрала сімох кандидатів на вищу посаду. Це Роман Говда, Максим Грищук, Анатолій Єжов, Віталій Касько, Володимир Кривенко, Олександр Новіков, Назар Холодницький.
Того ж дня комісія методом голосування визначила двох конкурсантів, яких подала Генеральному прокуророві України кандидатами на посаду антикорупційного прокурора:
- М. Грищук — набрав 9 голосів, та
- Н. Холодницький — набрав 7 голосів.

Робота комісії проходила в атмосфері тиску і скандалів.

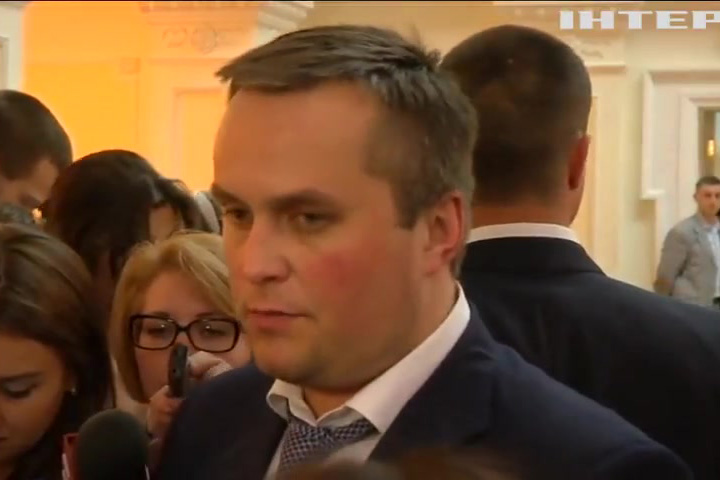
Назар Холодницький (2017)

Генеральний прокурор Віктор Шокін після бесіди 30 листопада 2015 року призначив Назара Холодницького своїм заступником — керівником Спеціалізованої антикорупційної прокуратури.

### Криза в процесі створення
Створення незалежної антикорупційної прокуратури є однією з ключових вимог для встановлення безвізового режиму поїздок українців до ЄС, а також надання Європейським союзом іншої допомоги Україні. ЄС дав згоду значною мірою фінансувати цей проект.
Наприкінці вересня 2015 року Київ відвідала єврокомісар з питань юстиції, прав споживачів та рівності Вера Йоурова, після чого Європейський союз сформував свою позицію щодо створення антикорупційної прокуратури. Ситуацію, що склалася з формуванням антикорупційної прокуратури, Брюссель назвав неприйнятною, оскільки Верховна Рада при ухваленні законів про запуск Національного антикорупційного бюро змінила їх таким чином, що цей орган перестав буди де-факто незалежним і отримав чіткий зв'язок зі «старою прокуратурою» і генпрокурором особисто.
18 вересня 2015 року на засіданні Національної ради реформ президент Петро Порошенко заявив, що під час переговорів між Генеральним прокурором Віктором Шокіним та послом Європейського союзу Яном Томбінським з боку ЄС не було висловлено зауважень щодо представників генеральної прокуратури в конкурсній комісії. Окрім цього стало зрозуміло, що Президент матиме повний контроль над рішенням комісії (контролюючи 7 з 11 її членів) і конкурс може стати лише формальним.
Однак, відсутність претензій зі сторони ЄС була спростована 21 вересня 2015 головою представництва Європейського Союзу в Україні Яном Томбінським. Він офіційно та відкрито заявив, що в суспільстві є недовіра до членів комісії від Генеральної прокуратури.
7 жовтня 2015 року дипломатична місія ЄС знову оприлюднила заяву, де наголосила, що українська влада повинна «невідкладно зняти обґрунтовані занепокоєння громадянського суспільства та експертів щодо комітету з виборів антикорупційного прокурора», аби забезпечити незалежність цього посадовця. Також озвучено сподівання на затвердження чітких критеріїв призначення та звільнення прокурорів у антикорупційній прокуратурі.
Ситуація стала ще більш напруженою, коли інтернет-видання «Українська правда|Європейська правда» оприлюднило подробиці службового листування між МЗС, ГПУ і Представництвом ЄС, звинувативши Віктора Шокіна у зриві плану візової лібералізації.
Зрештою, 5 листопада 2015 року стало відомо, що ЄС «втратив довіру» до процесу створення Спеціалізованої антикорупційної прокуратури. Компанія Hey Group, яка проводила тестування для осіб, що претендували на прокурорські посади, не забажала співробітничати без гарантованої оплати. Через це конкурсна комісія вирішила відкласти початок тестування.
6 листопада 2015 року за наказом генпрокурора Віктора Шокіна зі складу конкурсної комісії виключили начальника Головного слідчого управління ГПУ Юрія Грищенка та заступника начальника Департаменту кадрової роботи Миколу Садового. Новими членами конкурсної комісії з добору кандидатів призначили виконавчого віце-президента Конгресу національних громад України Йосифа Зісельса та голову громадської організації «Всеукраїнська спілка ветеранів АТО» Тараса Ткаліча. Юрія Севрука, на якого було найбільше нарікань від громадськості та народних депутатів, відкликано не було. Тим не менш, 8 листопада 2015 року Європейський союз дав згоду підтримати процес тестування антикорупційних прокурорів.

## Перезавантаження
21 березня 2024 року Спеціалізована антикорупційна прокуратура почала діяльність як юридична особа публічного права. До того вона була самостійним структурним підрозділом Офісу Генерального прокурора.

## Обмеження повноважень
22 липня 2025 року Верховна Рада України ухвалила в цілому законопроєкт №12414, який передбачає обмеження повноважень Спеціалізованої антикорупційної прокуратури. За таке рішення проголосували 263 депутати ВР.

## Керівництво

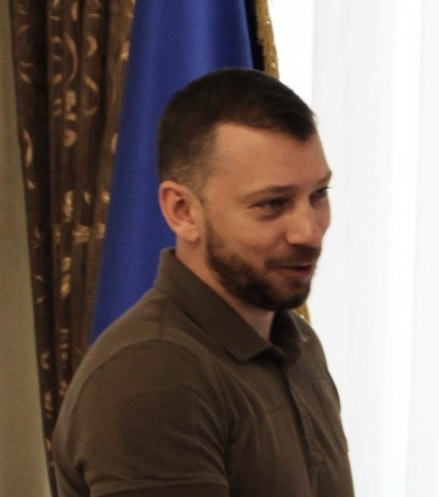
Олександр Клименко, 28 липня 2022 в ОГП

- Керівник: Олександр Клименко (з 28 липня 2022)[1][2]
- Заступник керівника: Андрій Синюк (з 02.08.2022[34])
- Начальник управління процесуального керівництва, підтримання державного обвинувачення та представництва в суді: Андрій Довгань (10.12.2015[35])

### Колишнє
1. Керівник: Назар Холодницький (30.11.2015[20] — 21.08.2020[36])
  - в.о. Максим Грищук (21.08.2020 — 28.07.2022)[37]

## Критика
Голова правління Центру протидії корупції Віталій Шабунін оприлюднив інформацію про те, що працівники САП допустили багато процесуальних порушень поспіль під час подання позову про розірвання договору з офшорним власником Запорізького титано-магнієвого комбінату. Це дозволило останнім захиститися від відповідальності за невиконання своїх інвестиційних зобов'язань.
Пізніше Центр протидії корупції звинуватив САП під керівництвом Назара Холодницького у «зливі» принаймні шести резонансних справ.